# Антистрептолизинов титър
Антистрептолизинов титър (АСТ) е кръвен тест, чрез който се измерва наличието на стрептококова инфекция (бета стрептокок) в кръвта. Допустимата му стойност е 200-250 kU/L. При редовно измерени стойности, превишаващи допустимите се предполага фокус (огнище) в сливиците. Високо АСТ може да е вероятна причина за болест на съединителната тъкан – плакатна склеродермия.